# IC 209
IC 209 је спирална галаксија у сазвјежђу Кит која се налази на листи објеката дубоког неба у Индекс каталогу.
Деклинација објекта је - 7° 3' 33" а ректасцензија 2h 8m 58,6s. Привидна величина (магнитуда) објекта IC 209 износи 13,1 а фотографска магнитуда 13,9. IC 209 је још познат и под ознакама MCG -1-6-51, IRAS 02064-0717, PGC 8200.